# Mont Calvaire de Banská Štiavnica
Le Calvaire de Banská Štiavnica (slovaque : Banskoštiavnická Kalvaria) est un calvaire en baroque tardif. Il s'agit d'une unité architecturale et paysagère unique dans l'étendue et le contenu, dont la construction remonte au milieu du XVIIIe siècle. Le 11 décembre 1993, le Calvaire de Banská Štiavnica est inscrit comme une partie de la ville historique de Banská Štiavnica (allemand : Schemnitz) avec les monuments techniques des environs de la ville sur la Liste du patrimoine mondial au titre des biens culturels par l’Unesco.

## Description
Le Calvaire de Banská Štiavnica, édifié au-dessus des communes de Banská Štiavnica et Banská Belá, situé dans la région de Banská Bystrica en Slovaquie (slovaque : Slovensko), est le calvaire baroque le plus important en Slovaquie, ainsi que dans tout le royaume ancien de Hongrie – peut-être même dans toute l'Europe. Ce calvaire est un complexe de 3 églises et de 22 chapelles  munies des décorations et peintures précieux, meublées par biens en bois et forgés, y compris des reliefs en bois peints. 
Tous les bâtiments d'églises et de chapelles sont "intégrés" dans le versant ouest d'un colon de lave solide - au milieu d'un volcan ancien - d'une colline appelée Ostrý vrch (allemand : Scharffenberg). 
Tout l’œuvre est dû à l'initiative de l'Ordre des Jésuites – il a été initié par les jésuites au XVIIIe siècle comme une partie de leur programme réalisé à travers tout le pays basé sur l'idée de créer en Europe des lieux de prière alternatives aux lieux saints de Jérusalem et de Palestine pour les pèlerins.
L'architecture de l'ensemble dévotionnel est en harmonie avec l'esprit du baroque de l’Europe centrale, et elle évoque, à l'échelle réduite, le style italien et la beauté des formes s'accordant harmonieusement aux ornements sculptés.

## Histoire
La colline Ostrý vrch (allemand : Scharffenberg) avec tout le sol environnant appartenait à la famille d'un propriétaire riche de mines Leopold Fritz de Friedenlieb (religion protestante) .  
La ville de Banská Štiavnica vers l'année 1740 considérait à construire un calvaire au pied de cette colline dans la partie est de la ville en forme classique d'un chemin de croix à 14 stations, néanmoins, après la réalisation de deux premières stations les travaux se sont arrêtés. 
Le Père jésuite Francois Perger S.J. présentait à la municipalité son projet grandiose de 3 églises et 22 chapelles, basé vraisemblablement sur une étude architecturale de polyhistor slovaque de l'époque M. Samuel Mikovini, avec la proposition de réaliser tout l'œuvre sous les auspices de la ville. Après  l'avoir examiné, la ville acceptait  la proposition le 13 mars 1774 et elle a fourni la contribution initiale de 300 Florins. Alors les propriétaires de la colline ont cédé le sommet de la colline avec  son versant ouest à la commune pour la réalisation du projet. Le 22 mai 1744
la municipalité de Banská Štiavnica présentait une demande à l'autorité ecclésiastique pour la permission de construire le Calvaire d'après le projet du père Perger et pour un consentement de réaliser l'œuvre sous les auspices de la ville. L'archevêque d'Esztergom (résidant à Trnava) M. Imrich Esterházy (1725-1745) a consenti à la demande et le 13 août 1744 la municipalité a obtenu l'approbation officielle des autorités ecclésiastiques.
Aussitôt, les travaux d'aménagement du territoire ont commencé, ainsi que la livraison du matériel sur le site. La première pierre de l'œuvre a été solennellement bénie en présence d'un grand nombre de fidèles et de membres du clergé à la fête de l'Exaltation de la sainte Croix – le 14 septembre 1744. La première édifice était « L'église supérieure ». Les travaux étaient dirigés en personne par le père Perger, le créateur de l'idée de l'art. 

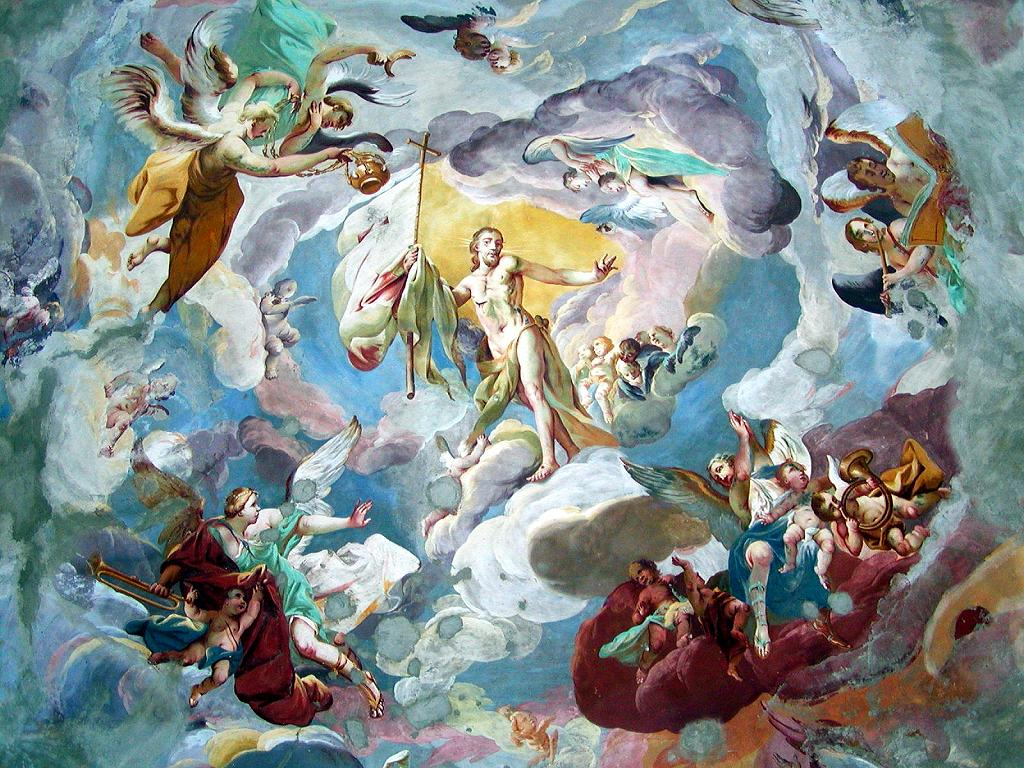
Anton Schmidt : Fresques dans l'église supérieure

L'ensemble du projet du père Francis Perger - églises, chapelles - a été réalisé sous sa direction personnelle. Ont travaillé ici des maçons locaux, menuisiers, tailleurs de pierre, sculpteurs sur bois ainsi que des artistes et autres professionnels.  Les reliefs en bois des chapelles du Calvaire ainsi que des sculptures en bois de l'église supérieure sont attribués à l'atelier de M. Denys Stanetti (1710 - 1767), un sculpteur majeur baroque, qui s'est installé dans une autre ville minière en Slovaquie –  Kremnica (allemand : Kremnitz). L'église supérieure a été peinte par le peintre gothique autrichien M. Anton Schmidt , qui s'est installé en permanence dans la ville de Banská Štiavnica. 
Bien avant la finalisation des travaux, les pèlerinages sur le calvaire de Banská Štiavnica ont commencé. Un an après le début des travaux – le 14 septembre 1745 déjà – l'église supérieure a été solennellement bénie et il y avait la première messe. Une procession de fidèles sortait de la ville pour monter sur la colline avec les drapeaux. L'année suivante 1746 de même, en fête de l'Exaltation de la sainte Croix, une procession est arrivée sur le Calvaire. Cette année-là, on a finalisé la chapelle du Saint-Sépulcre ainsi que l'église inférieure. Mais de même toutes les années suivantes, bien que les travaux de la construction et l'équipement des églises et chapelles étaient toujours en cours, les pèlerins sont arrivés le 14 septembre, non seulement de Banská Štiavnica, mais aussi de l'environnement. Et enfin, la fête de la Sainte Trinité dans 1751, une délégation des visiteurs les plus distingués est arrivée au calvaire de Banská Štiavnica, parmi eux l'empereur François Ier du Saint-Empire.  
Tout le calvaire a été construit et des églises et des chapelles équipées en moins de sept ans. La cérémonie de bénédiction a eu lieu le 13 septembre 1751. Pendant la messe solennelle des  sermons ont été prononcés dans les langues allemande et slovaque.
Le coût total du Calvaire a atteint 25 899 de Florins (sans compter le travail généreux des croyants et fidèles, qui ont travaillé sur cette œuvre volontairement et gratuitement). Les dossiers mentionnent plusieurs cas de guérison physique sur le calvaire de Banská Štiavnica.

## Reconstructions
L'ensemble du Calvaire Banská Štiavnica nécessitait tout le temps un entretien fréquent et des réparations. Le pape Clément XIV a supprimé la Compagnie de Jésus en 1773 – organisation spirituelle de la ville est tombée au prêtre urbain y compris la gestion du Calvaire. Ils lui assistèrent les Piaristes. Les fonds pour le fonctionnement et réparations provenaient d'intérêts des fondations et des offrandes, ce qui bientôt ne suffisait pas. Supervision du Calvaire a été confié à l'administrateur du Calvaire, qui disposait d'un appartement dans le bâtiment de l'église inférieure.
Alors, la ville et l'église catholique a formé une Fondation calvaire, basée sur la gestion des terres entourant le complexe calvaire, dont les revenus étaient réservés aux besoins d'entretien et réparations nécessaires. Ce fonds fonctionnait jusqu'aux années 1950, quand l'État communiste nationalisait la propriété des églises. 

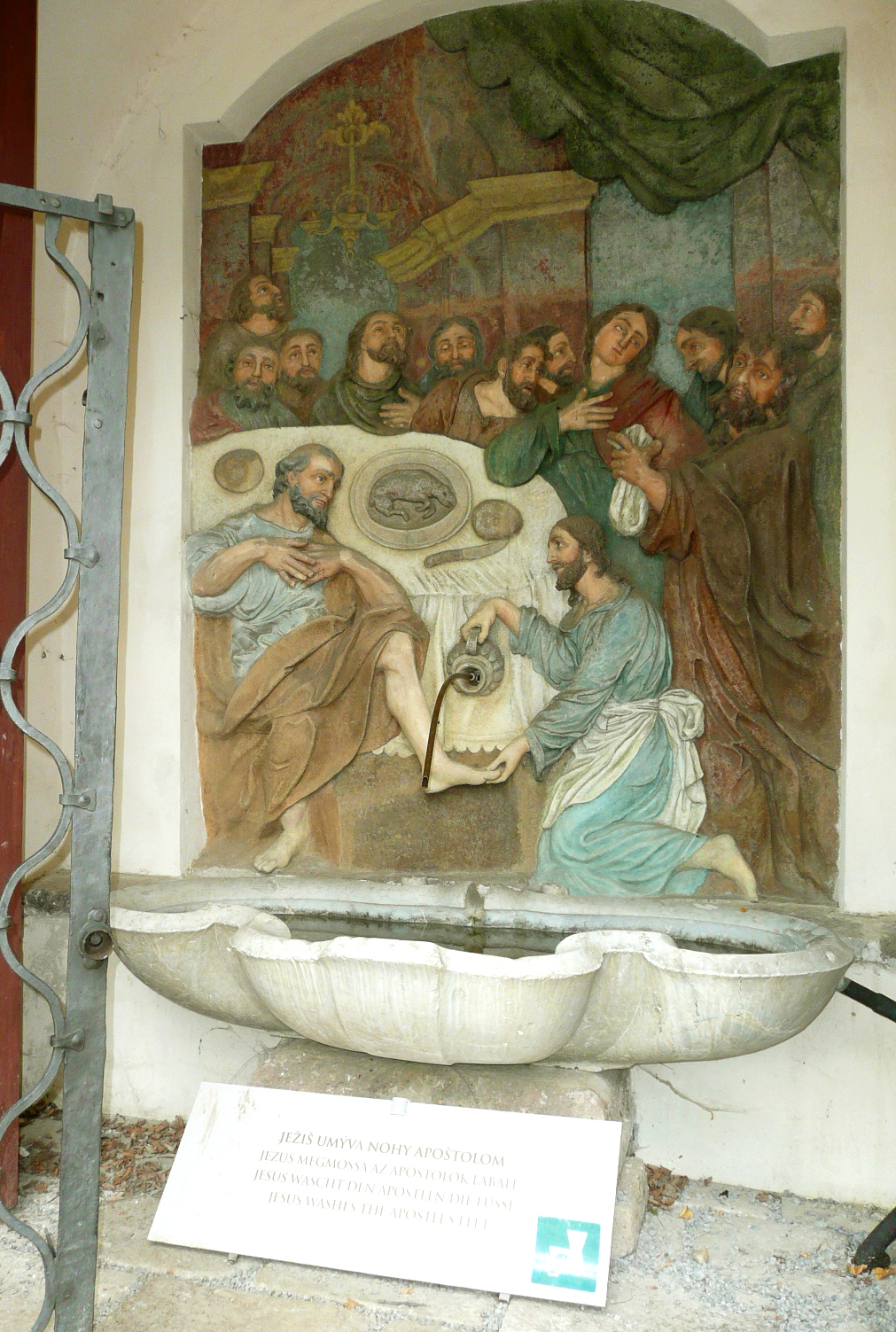
une chapelle reconstruite

Les premières restaurations remontent à la fin du XIXe siècle : en 1894 certaines chapelles ont été refaites et renouvelées par l'architecte Viliam Groszmann et le sculpteur Jozef Krause de Banská Štiavnica. 
Pendant les luttes de l'Armée rouge et des troupes roumaines contre les fascistes lors de libération de la ville en 1945, plusieurs bâtiments du Calvaire ont été endommagées. 
Après la guerre vers l'année 1953 les efforts de reconstruction ont repris – le premier à les organiser était l'aumônier jeune M. Emil Scheimer, un natif  de Banska Hodruša, plus tard le chanoine de Topoľčianky .
Les travaux majeurs d'entretien, de renouvellement et partiellement même de restauration ont été effectués entre 1976 - 1983, grâce à l'administrateur de la paroisse, le Père Karol Beňovič, SVD. Trois chapelles inférieurs ont été transférés plus haut dans le versant de la colline à cause de la construction de logement nouveaux dans le site.  
L'état actuel du Calvaire de Banská Štiavnica est marqué par le vieillissement, mais il est aussi  devenu victime du vandalisme et du vol de son mobilier d'art et d'articles de décoration.
Après la dernière attaque destructrice des vandales au printemps de 2004, les éléments originaux de la décoration du Calvaire (reliefs en bois et sculptures) ont été progressivement transférés dans la sécurité. Les églises et chapelles du Calvaire ont été privés de son mobilier d'origine – des reliefs et sculptures originales – mais ceci était une taxe nécessaire pour leur sauvetage.
Depuis le début de l'année 2008, la restauration, la préservation et la revitalisation du calvaire de Banská Štiavnica sont assurés par une association civique „Kalvársky Fond“  qui, après plus d'un demi-siècle d'interruption, a repris le bon travail de Fondation d'origine.